# Zmarli w maju 2009

## Maj 2009
- 31 maja
  - Millvina Dean, angielska pasażerka Titanica, ostatnia żyjąca osoba ocalała z katastrofy[1]
  - Stanisław Królak, polski kolarz szosowy, zwycięzca Wyścigu Pokoju[2]
  - George Tiller, amerykański ginekolog[3]
  - Jerzy Wocial, polski filozof, publicysta, tłumacz[4]
- 30 maja
  - Krystyna Borowicz, polska aktorka[5]
  - Luís Cabral, gwinejski polityk, prezydent Gwinei Bissau[6]
  - Efraim Kacir, izraelski polityk, prezydent Izraela
  - Waldemar Matuška, czeski piosenkarz[7]
  - Dżafar Muhammad an-Numajri, sudański polityk, prezydent Sudanu[8]
  - Jan Przytarski, polski działacz partyjny, wojewoda toruński (1975–1981)[9]
- 29 maja
  - Jonny Dollar, amerykański producent muzyczny[10]
  - Karine Ruby, francuska snowboardzistka, mistrzyni olimpijska[11]
- 28 maja
  - Robert Hartoch, holenderski szachista, arcymistrz[12]
  - Paul Masson, francuski polityk, senator, sekretarz generalny Gwinei (1957–1958), wysoki komisarz Republiki Górnej Wolty (1959–1960)[13]
  - Ercole Rabitti, włoski piłkarz, trener piłkarski[14]
  - Ryszard Soroko, polski twórca Festiwalu Kultury Kresowej[15]
  - Oleg Szenin, rosyjski polityk[16]
  - Jan Zaciura, polski polityk, prezes Związku Nauczycielstwa Polskiego, poseł na Sejm[17]
- 27 maja
  - Clive Granger, brytyjski ekonomista, laureat Nagrody Nobla za rok 2003[18]
  - Jacek Maziarski, polski dziennikarz, publicysta, polityk[19]
- 26 maja
  - Orobos Adun, nigeryjski piłkarz, bramkarz[20]
  - Wojciech Szczęsny Kaczmarek, polski fizyk, samorządowiec, prezydent Poznania[21]
  - Wacław Urban, polski historyk[22]
  - Marek Walczewski, polski aktor[23]
  - Teodor Wieczorek, polski piłkarz, reprezentant Polski, trener piłkarski[24]
  - Peter Zezel, kanadyjski hokeista, pochodzenia serbskiego, zawodnik ligi NHL[25]
- 25 maja
  - Maria de Hernandez-Paluch, polska dziennikarka[26]
  - Maria Ciach, polska lekkoatletka, oszczepniczka, olimpijka[27]
- 24 maja
  - Jay Bennett, amerykański wokalista grupy Wilco[28]
- 23 maja
  - Roh Moo-hyun, prezydent Korei Południowej w latach 2003–2008[29]
  - Jacek Nieżychowski, polski aktor, artysta kabaretowy, dziennikarz[30]
  - Tadeusz Pyka, polski ekonomista, polityk, wicepremier (1975–1980)
  - Barbara Rudnik, niemiecka aktorka[31]
- 22 maja
  - Alexander Grill, austriacki aktor[32]
  - Anatolij Kiriłow, bułgarski trener piłkarski[33]
  - Mário Lemos Pires, portugalski generał major, gubernator Timoru Portugalskiego (1974–1979)[34]
  - Aleksandr Mieżyrow, rosyjski poeta
  - Yeo Woon-kye, południowokoreańska aktorka[35]
- 21 maja
  - Fathi al-Dżahmi, libijski polityk, opozycjonista, więzień polityczny[36]
  - Nazar Honczar, ukraiński poeta, performer[37]
  - Robert Müller, niemiecki hokeista, reprezentant Niemiec[38]
  - Joan Stanton, amerykańska aktorka[39]
- 20 maja
  - Lucy Gordon, brytyjska aktorka[40]
  - Zbigniew Hołda, polski prawnik, adwokat, profesor Uniwersytetu Jagiellońskiego[41]
  - Oleg Jankowski, rosyjski aktor[42]
  - Alan Kelly, irlandzki piłkarz, bramkarz, reprezentant Irlandii[43]
  - Randi Lindtner Næss, norweska aktorka
  - Jehoshua Zettler, izraelski żołnierz
  - Jerzy Zubrzycki, australijski socjolog polskiego pochodzenia[44]
- 19 maja
  - Robert Furchgott, amerykański biochemik, farmakolog, laureat Nagrody Nobla[45]
  - Andriej Iwanow, rosyjski piłkarz, reprezentant Rosji
  - Henryk Muszczyński, polski pilot szybowcowy, wielokrotny mistrz Polski[46]
  - Aleksandr Panczenko, rosyjski szachista, arcymistrz, trener szachowy[47]
- 18 maja
  - Wayne Allwine, amerykański aktor[48]
  - Dolla, amerykański raper[49]
  - Velupillai Prabhakaran, tamilski bojownik i przywódca polityczny Tygrysów Wyzwolenia Tamilskiego Ilamu[50]
- 17 maja
  - Mario Benedetti, urugwajski pisarz, poeta, dziennikarz[51]
  - Jerzy Perzanowski, polski filozof[52]
  - Petar Slabakow, bułgarski aktor[53]
- 16 maja
  - Tomasz Brandyk, polski naukowiec, specjalista z dziedziny melioracji i gospodarki wodnej, korespondent Polskiej Akademii Nauk[54]
  - Mieczysław Jahoda, polski operator filmowy, pedagog[55]
- 15 maja
  - Susanna Agnelli, włoska polityk, była minister spraw zagranicznych Włoch[56]
  - Paul Flora, austriacki artysta grafik, karykaturzysta[57]
  - César Ruminski, francuski piłkarz, reprezentant Francji, polskiego pochodzenia[58]
  - Wayman Tisdale, amerykański muzyk jazzowy, koszykarz, zawodnik ligi NBA[59]
  - Hubert van Es, duński fotograf[60]
- 14 maja
  - Monica Bleibtreu, austriacka aktorka[61]
  - Meinolf Mertens, niemiecki polityk i rolnik, poseł do Parlamentu Europejskiego I i II kadencji[62]
- 13 maja
  - Frank Aletter, amerykański aktor[63]
  - Achille Compagnoni, włoski alpinista, druga osoba, która weszła na K2[64]
  - Waldemar Levy Cardoso, brazylijski wojskowy, generał[65]
  - Norbert Eschmann, szwajcarski piłkarz[66]
  - Andrzej Sobczak, polski samorządowiec, burmistrz Ozimka (1990–2002)[67]
- 12 maja
  - Thomas Nordseth-Tiller, norweski scenarzysta[68]
  - Roger Planchon, francuski dyrektor teatralny[69]
  - Antonio Vega, hiszpański piosenkarz[70]
  - Heini Walter, szwajcarski kierowca wyścigowy[71]
- 11 maja
  - Alois Weigl, czeski duchowny katolicki
  - Mark Landon, amerykański aktor, syn Michaela Landona[72]
  - António Lopes dos Santos, portugalski generał, gubernator Makau (1962–1966) i Wysp Zielonego Przylądka (1969–1974)[73]
  - Claudio Huepe, chilijski polityk[74]
  - Mihály Schéner, węgierski malarz[75]
- 10 maja
  - Igor Jesipowski, rosyjski polityk, gubernator okręgu Irkuckiego[76]
  - Andrzej Flis, polski antropolog, socjolog[77]
  - John Furia, amerykański scenarzysta i wykładowca filmowy[78]
  - Zbigniew Łagocki, polski fotograf, artysta, pedagog[79]
  - Jerzy Salwin, polski trener siatkarski[80]
- 9 maja
  - Chuck Daly, amerykański trener koszykarski[81]
  - Thodoros Exarhos, grecki aktor
  - Ibn asz-Szajch al-Libi, libijski terrorysta, członek Al-Ka’idy[82]
  - Jan Machač, czeski duchowny katolicki, biskup
  - Věněk Šilhán, czeski polityk i ekonomista[83]
  - Evgenios Spatharis, grecki artysta[84]
  - Jean-Claude Van Geenberghe, belgijski i ukraiński jeździec konny[85]
- 8 maja
  - Fons Brijdenbach, belgijski lekkoatleta, biegacz, olimpijczyk z Montrealu (1976)[86]
  - Gianni Baget Bozzo, włoski duchowny katolicki, biskup[87]
  - Ninel Kurgapkina, rosyjska tancerka baletowa, balerina[88]
- 7 maja
  - Mickey Carroll, amerykański aktor[89]
  - Monti Lueftner, austriacki menadżer muzyczny, odkrywca talentu Whitney Houston[90]
  - Andras Nagy, węgierski bokser[91]
  - Krzysztof Pankiewicz, polski himalaista i taternik[92]
  - Zygmunt Waźbiński, polski historyk sztuki, znawca włoskiego renesansu[93]
- 6 maja
  - Ean Evans, amerykański basista grupy Lynyrd Skynyrd[94]
  - Benjamin Flores, amerykański bokser[95]
  - Lew Łosiew, rosyjski poeta i krytyk literacki
  - Alexander Mosley, brytyjski ekonomista, syn Maxa Mosleya[96]
  - Walentin Wariennikow, rosyjski generał, obrońca ZSRR[97]
- 5 maja
  - Wilhelm Stonawski, czeski duchowny luterański[98]
  - Michał Zduniak, polski perkusista jazzowy[99]
- 4 maja
  - Jose Carvalho da Cunha Junior, brazylijski piłkarz[100]
  - Helena Dąbrówka, polska zakonnica, wieloletnia przełożona Generalna Zgromadzenia Sióstr Służek[101]
  - Dom DeLuise, amerykański aktor[102]
  - Maciej Falkowski, polski reżyser, scenarzysta i producent filmowy[103]
  - Gisela Stein, niemiecka aktorka[104]
  - Nora O’Brien, amerykańska producentka filmowa[105]
  - Grzegorz Skurski, polski reżyser filmów dokumentalnych i fabularnych[106]
- 3 maja
  - Iris Aries, hiszpańska siatkarka[107]
  - Aidy Cela, hiszpańska siatkarka[107]
- 2 maja
  - Marilyn French, amerykańska powieściopisarka[108]
  - Jack Kemp, amerykański polityk, zawodowy futbolista[109]
  - Vladimír Poláček, czeski duchowny katolicki[110]
  - Fiodor Szmakow, rosyjski aktor[111]
  - Fatmir Xhindi, albański polityk[112]
- 1 maja
  - Delara Darabi, irańska przestępczyni[113]
  - Fred Delmare, niemiecki aktor[114]
  - Tadeusz Mierzejewski, polski działacz kulturalny, współtwórca Teatru Nowego w Łodzi